# Agapanthia nitidipennis
Agapanthia nitidipennis är en skalbaggsart som beskrevs av Holzschuh 1984. Agapanthia nitidipennis ingår i släktet Agapanthia och familjen långhorningar. Inga underarter finns listade i Catalogue of Life.